# Bactrocera buruensis
Bactrocera buruensis är en tvåvingeart som beskrevs av White 1999. Bactrocera buruensis ingår i släktet Bactrocera och familjen borrflugor. Inga underarter finns listade.